# Kickers Offenbach
El  Kickers Offenbach  es un club alemán de fútbol, ubicado en la ciudad de Offenbach del Meno en Hessen. El club fue fundado el 27 de mayo de 1901 en el restaurante Rheinischer Hof por futbolistas que pertenecían a clubs locales incluyendo Melitia, Teutonia, Viktoria, Germania y Neptun. Actualmente está jugando en la Regionalliga Südwest, cuarta división del fútbol alemán.

## Historia
En los años 1920 y comienzo de los 1930 el club fue un equipo de mitad de tabla en la liga local Bezirksliga Main/Hessen. El fútbol alemán fue reorganizado en 1933 bajo el Tercer Reich en dieciséis ligas de primera división, llamadas cada una Gauliga. Los Kickers participaron de la Gauliga Südwest, donde el equipo conquistó inmediatamente el título y entró en las finales nacionales por primera vez. Tuvo un pobre desempeño en esa ocasión pero en las temporadas siguientes, de 1940 a 1944, ganó cinco campeonatos divisionales consecutivos.
A comienzo de los años 1940 la Gauliga Südwest se dividió en la Gauliga Westmark y la Gauliga Hessen-Nassau, donde los Kickers jugaron. Su mejor resultado postemporada fue en 1942 donde el equipo logró avanzar hasta las semifinales nacionales y fue derrotado en un contundente 0:6 por el FC Schalke 04. En el año 1944 los ejércitos aliados ocupaban parte de Alemania y la Gauliga Hessen-Nassau no se jugó en la temporada 1944-45.

### El fútbol de posguerra
Después de la Segunda Guerra Mundial, Offenbach continuó siendo un equipo fuerte en el Oberliga Süd. En 1949, avanzó otra vez a las semifinales nacionales y fue eliminado por los que a la postre fueron los campeones, el equipo VfR Mannheim. En 1950 el equipo llegó a la final de la liga nacional y cayó derrotado 1:2 por el VfB Stuttgart.
Los Kickers volvieron a disputar una final en 1959 donde cayeron 3:5 con el Eintracht Frankfurt. En el período de posguerra y hasta la creación de la Bundesliga, en 1963, el equipo terminó siempre en la mitad superior de la tabla de posiciones. A pesar de esto, el Kickers Offenbach no fue uno de los dieciséis equipos elegidos para la estación inaugural de la nueva liga superior. Esta plaza fue adjudicada a su rival el Eintracht Frankfurt.

### Entrada a la Bundesliga y escándalo
El equipo tuvo que esperar hasta 1968 para ingresar a la 1. Bundesliga, pero descendió esa misma temporada. Luego, retorno inmediatamente a la divisional superior para jugar en la temporada 1970-71. Además de su regreso a la Bundesliga, el club ganaría su único título, la Copa de Alemania de 1970 con una victoria 2:1 sobre el F. C. Colonia.
Sin embargo, el final de la temporada 1971 encontraría al Kickers Offenbach en el centro de un escándalo de la Bundesliga. El presidente del club, Horst Canellas, fue a la DFB (Deutsche Fussball Bund o Asociación Alemana de Fútbol) a denunciar que un jugador de otro equipo buscaba una prima en efectivo para “esforzarse” en batir a uno de los rivales del Offenbach en la lucha del descenso. No recibiendo ayuda alguna de los funcionarios de la liga, Canellas comenzó a recolectar evidencia de cuan difundida estaba esta práctica. Al final, se encontró a más de cincuenta jugadores, siete clubs, dos equipos y a seis árbitros culpables de intentar influenciar el resultado de algunos juegos a través de sobornos. Sin embargo, Canellas no pudo evitar que su equipo descendiera. El eje del escándalo, el club Arminia Bielefeld, no sería castigado hasta la temporada siguiente, demasiado tarde para salvar al Offenbach. 
El escándalo tuvo un efecto fuertemente negativo para la joven liga y produjo una fuerte caída en la concurrencia de público a los partidos. Como consecuencia del escándalo se produce una evolución del fútbol alemán, eliminando las restricciones salariales y convirtiendo la 2. Bundesliga en una liga profesional. Para los jugadores esto significaba que descender no implicaba perder su estado como profesional pago.

### Declive y recuperación
Los Kickers pasarían los próximos siete años en la segunda división antes de volver a la 1. Bundesliga por apenas una sola temporada en 1983-84. En 1985, debido a problemas financieros, el club fue penalizado con la quita de puntos y descendió a la tercera división, la Amateur Oberliga Hessen. A mediados de los años 1990 descendió hasta la Oberliga Hessen (IV), es decir una cuarta división, para luego subir a tercera nuevamente. El Offenbach volvió a la 2. Bundesliga recién en el 2005, dónde siguió dos temporadas para volver a descender después de la temporada 2007/2008 a la recién fundada 3. Liga. 
Al equipo le negaron la licencia de la 3. Liga al final de la temporada 2012–13 y fue relegado a la Regionalliga, mientras que el SV Darmstadt 98 tomó su lugar. También tenían una deuda de 9 millones de euros, declarando insolvencia económica y relegados a los niveles más bajos del sistema del fútbol alemán.

## Palmarés
- Kreisliga Südmain: 3

1920, 1922, 1923
- Gauliga Südwest/Mainhessen: 3

1934, 1940, 1941
- Gauliga Hessen-Nassau: 3

1942, 1943, 1944
- Oberliga Süd: 2

1949, 1955
- Regionalliga Süd: 3 (II)

1967, 1970, 1972
- Regionalliga Süd: 1 (III)

2005
- Oberliga Hessen: 3 (III-IV)

1986, 1987, 1993
- DFB-Pokal: 1

1970
- Copa de Hesse: 9

1949, 1993, 2002, 2003, 2004, 2005, 2009, 2010, 2012